# Виленская медико-хирургическая академия

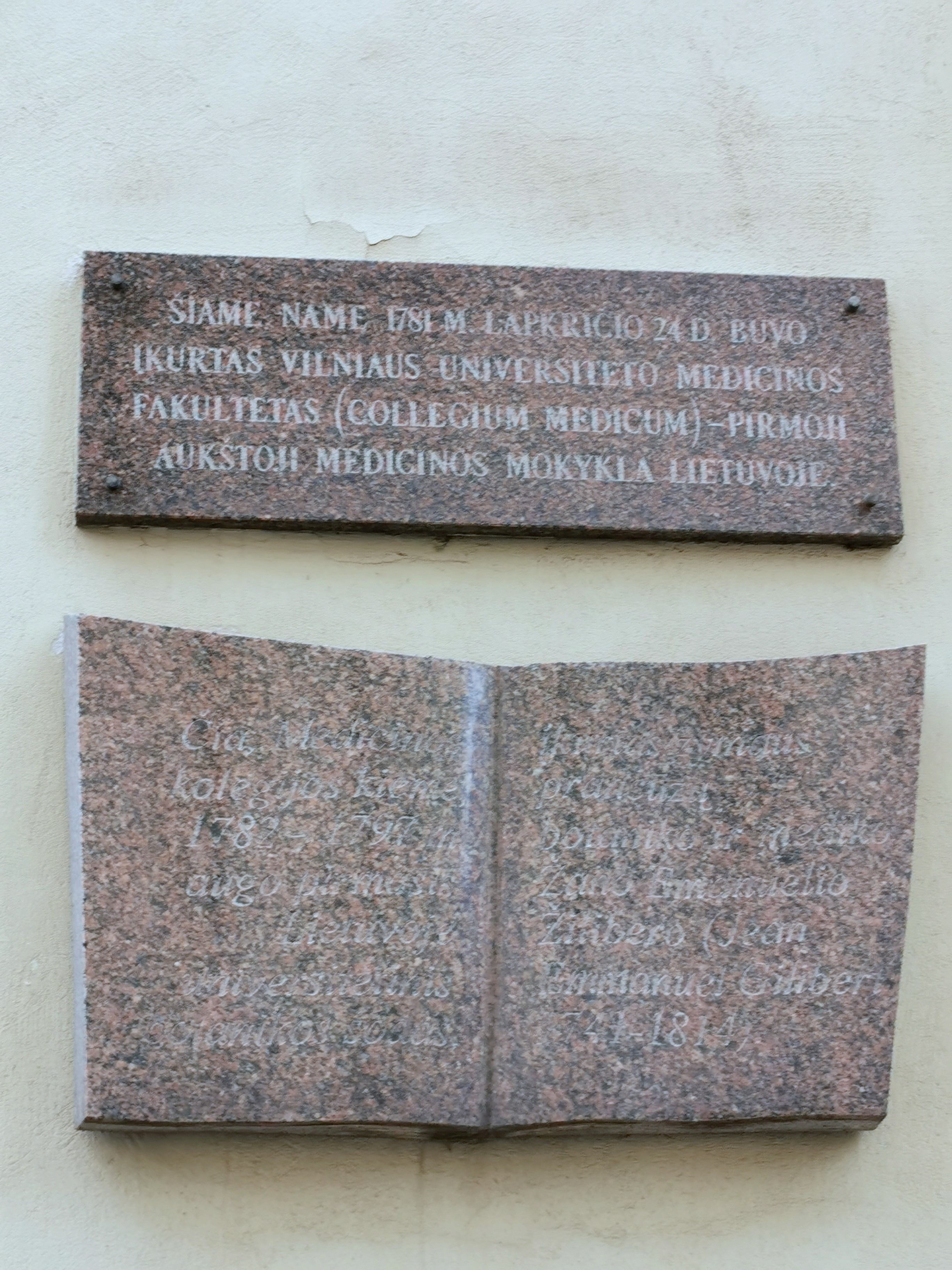
Мемориальная таблица на здании Медико-хирургической академии

Императорская Ви́ленская ме́дико-хирурги́ческая акаде́мия (Вильнюсская медико-хирургическая академия) — высшее учебное заведение, действовавшее в Вильно (ныне Вильнюс) в 1832—1842 годах. 
Учреждена вместо медицинского факультета закрытого в 1832 году Виленского университета. Академия готовила специалистов по медицине, ветеринарии и фармации. Продолжительность обучения составляла от трёх до пяти лет в зависимости от специальности: фармация — три года, ветеринария — четыре, медицина — пять. Располагалась в здании по улице Пилес (Замковой), которое прежде занимал Медицинский коллегиум.
В академии работало 15 профессоров и 10 адъюнктов. Среди профессоров были известные учёные и медики разных специальностей Анджей Снядецкий, Адам Фердинанд Адамович, Феликс Рымкевич, Вацлав Пеликан (1832—1833), Эдвард Эйхвальд, Юзеф Коженевский, Иван Леонов и другие 
Ректорами (президентами) были: Николай Мяновский (1832—1833), Томаш Кучковский (1833—1840), Иосиф Мяновский (1840—1842). 
Учиться в академии могли дворяне, мещане, свободные крестьяне со средним образованием. При академии действовали также училища акушерства, фармации и ветеринарии, для поступления в которые достаточно было уметь читать, писать и считать. В первый год работы академии насчитывалось 580 студентов, в 1833 году — 642. Окончило академию около 700 человек. В ней было защищено 20 докторских диссертаций по медицине.
Академии принадлежали клиники акушерства, хирургии и терапии (каждая из них на 20 коек), больница для студентов и работников академии, ветеринарная лечебница, анатомический, химический, физический, зоологический и другие кабинеты, ботанический сад, аптека, библиотека; в библиотеке к 1842 году насчитывалось около 20 тысяч книг.
После упразднения Виленской Медико-хирургической академии её материальную базу унаследовал в основном императорский Университет Святого Владимира в Киеве.